# George Wingrove Cooke

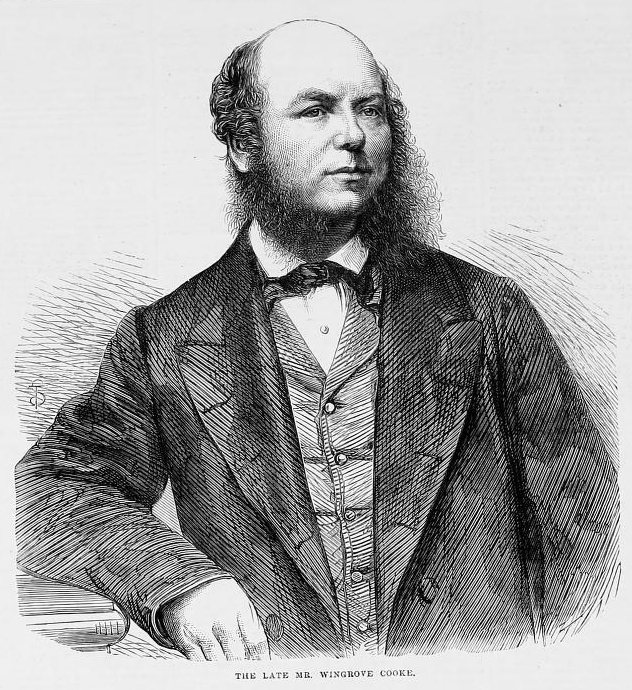

George Wingrove Cooke (1814 – 18 de junio de 1865) fue un periodista, historiador y abogado británico.

## Vida
Cooke nació en Bristol y estudió en el Jesus College de Oxford (donde obtuvo el título de Bachelor of Arts en 1834) y en la Universidad de Londres, donde estudió Derecho antes de ser pasar los exámenes para el colegio de abogados del Middle Temple en 1835. Su primer libro (Memorias de Lord Bolingbroke, escrito mientras Cooke era estudiante) se publicó en 1835. Le siguieron otros libros en los dos años siguientes: A History of Party from the Rise of the Whig and Tory Factions to the Passing of the Reform Bill, una crónica política sobre las distintas facciones de los partidos liberales y conservadores que llevaron a aprobar la Ley de reforma de 1832,  y una biografía del primer conde de Shaftesbury. Otras publicaciones reflejaron su trabajo como miembro de una comisión relacionada con los diezmos y los cercamientos. En Inside Sebastopol describió su visita a Crimea durante la Guerra de Crimea en 1855, y su trabajo para The Times como corresponsal especial en 1857 durante la segunda guerra del Opio dio lugar a otro exitoso libro, muy crítico con las autoridades británicas. En Hong Kong investigó los hechos del Incidente del Arrow, concluyendo que había sido un montaje orquestado por Harry Parkes y John Bowring para atacar China, y presenció el bombardeo de Cantón, y en Pekín fue testigo del asalto al Antiguo Palacio de Verano.
Se presentó sin éxito al Parlamento en dos ocasiones. Tras ser nombrado presidente de la comisión de los Copyhold en 1862 (los copyhold eran una forma arcaica de arrendamiento inter-generacional), cayó enfermo en junio de 1865 y murió de un ataque al corazón el 18 de junio de 1865.